# Trois-Villes
Trois-Villes település Franciaországban, Pyrénées-Atlantiques megyében. Lakosainak száma 141 fő (2022. január 1.). Trois-Villes Alos-Sibas-Abense, Barcus, Ossas-Suhare, Sauguis-Saint-Étienne és Tardets-Sorholus községekkel határos.

## Népesség
A település népessége az elmúlt években az alábbi módon változott:
| Lakosok száma | 142  | 139  | 138  | 131  | 129  | 129  | 127  | 134  | 141  |
|               | 2013 | 2015 | 2016 | 2017 | 2018 | 2019 | 2020 | 2021 | 2022 |